# Света Петка (Варна)
Вижте пояснителната страница за други значения на Света Петка.
„Света Петка“ е православна църква в централната част на Варна.
Намира се в благоустроено междублоково пространство между улиците „Братя Миладинови“, „Георги Раковски“, „Иван Драсов“ и булевард „Генерал Колев“.
Строежът на храма започва през 1901 година, като през 1902 г. са оповестени банкови условия за облигационен заем за построяването на съборната църква. Завършена е през 1906 година. Освещава се от митрополит Йосиф. През 1928 година е построена и пристройката към църквата. До 1945 година пристройката е ползвана като кухня за бедни. Църквата е изографисана през 1973 година от Александър Сорокин, с помощта на Димитър Бакалски и Сергей Ростовцев. За разлика от повечето храмове във Варна „Света Петка“ е една от малкото църкви, която не е била разрушавана.